# Mafioso rap
Mafioso rap, zwany również crime rap – podgatunek hip-hopu, a ściślej East Coast hip-hopu powstał w połowie lat 80. XX wieku, a swoją popularność zyskał w połowie lat 90. XX wieku.
Gatunek ten został zapoczątkowany przez Kool G Rapa, lecz do jego popularyzacji znacznie przyczynił się z Raekwon z Wu-Tang Clanu po wydaniu swojej debiutanckiej płyty pt. Only Built 4 Cuban Linx....

## Liryka
W przeciwieństwie do West Coast hip-hopu gdzie raperzy przedstawiają życie w gettach i ulicach, Mafioso Rap opowiada o przestępczości zorganizowanej (gangi, mafie). Często inspiracją dla raperów są takie postacie jak Al Capone, Frank Nitti, Bugsy Siegel, Frank Costello.

## Główni przedstawiciele
| - AZ - Beanie Sigel - Capone-N-Noreaga - The Firm - Jay-Z - Junior M.A.F.I.A. | - Kool G Rap - Mobb Deep - Nas - Raekwon - The Notorious B.I.G. - Wu-Tang Clan |